# Le Chant de minuit
Pour plus de détails, voir Fiche technique et Distribution.
Le Chant de minuit (chinois simplifié : 夜半歌声 ; pinyin : Yè bàn gē shēng) est un film chinois réalisé par Ma-Xu Weibang, sorti en 1937.

## Fiche technique
- Titre français : Le Chant de minuit[1],[2],[3]
- Titre original : 夜半歌声 (Yè bàn gē shēng)
- Réalisation : Ma-Xu Weibang
- Scénario : Ma-Xu Weibang d'après Le Fantôme de l'Opéra de Gaston Leroux
- Pays de production : Chine
- Format : Noir et blanc - 1,37:1 - Mono
- Genre : horreur
- Durée : 113 minutes
- Date de sortie : 1937

## Distribution
- Menghe Gu
- Ping Hu
- Shan Jin
- Chau-shui Yee
- Wenzhu Zhou